# John Bertrand Johnson
Pour les articles homonymes, voir Johnson et John Johnson.
John Bertrand Johnson (2 octobre 1887 - 27 novembre 1970) est un physicien et ingénieur en électricité américain d'origine suédoise. Il est le premier à expliquer une source fondamentale de bruit en électronique, le bruit thermique, dû au passage de courant électrique dans un fil conducteur.
En 1928, alors aux Laboratoires Bell, il publie un article intitulé Thermal Agitation of Electricity in Conductors (Agitation thermique de l'électricité dans les conducteurs). En télécommunications, ou dans d'autres systèmes électroniques en général, le bruit thermique (ou « bruit Johnson ») est le bruit produit par l'agitation thermique des électrons dans un conducteur. Les articles de Johnson montrent que des fluctuations statistiques de la charge électrique ont lieu dans tous les conducteurs, ce qui a pour conséquence l'apparition d'une différence de potentiel entre les extrémités du conducteur.